# Sehur
Sehur (tur. sahur ← arap. säḥūr), jedan od dvaju obroka tijekom ramazana. Jede se prije svitanja. 
Sehur je lakši obrok prije posta. Post se započinje i prekida prigodnim molitvama, uz vodu i datulje. Vrijeme pred zoru kad se muslimani obrokom pripremaju za nadolazeći dan posta naziva se imsak, a u običnom puku i ručak. Ajet kojim je post zapovijeđen kaže da je propisan kao i onima koji su "prije vas" (Sljedbenici Knjige, ehli-kitabija). Zbog toga se vrijeme i propisi posta slažu kao kod Sljedbenika Knjige (kršćana i judaista), što je značilo ne jesti, ne piti i ne spolno općiti nakon spavanja. 
Ako bi netko prespavao, ne bi jeo do sljedeće noći i isto je propisano muslimanima. Nakon ukidanja tog propisa, Poslanik je naredio sehur da bi se razlikovao muslimanski post od posta kršćana i judaista (ehli-kitabija). Za sehur je dobra voda te zrela i sušena na suncu datula, tzv. temre, u četvrtoj fazi sazrijevanja. Sehur se smatra sunnetom Alahovog Poslanika. U hadisu se kaže da je u sehuru bereket te ga ne valja preskakati, pa makar popili samo vode, jer "Alah i njegovi meleki donose salavat na one koji ustaju na sehur". Može se osim vode popiti i čašu mlijeku. Najbolja hrana koja spada ovdje su jelo od kruha i sira (nemasni riccota sir) ili mlaćenica. Može u obroku biti i malo salate, svježeg povrća, osušenog voća, nekoliko banana ili malo jogurta.